# Abdelrahman Elaraby
Abdelrahman Elaraby (9 marzo 2000) è un nuotatore egiziano.

## Biografia
Anche conosciuto come Haridi Sameh, partecipa ai giochi olimpici giovanili, conquistando una medaglia di bronzo nei 50m stile libero in 22"43. All'età di 18 anni ha rappresentato l'Egitto ai Giochi del Mediterraneo di Tarragona 2018, gareggiando nelle disclpline dello stile libero, del delfino e della farfalla. Con il tempo di 23"69, ha guadagnato la medaglia d'argento nei 50 metri farfalla, stabilendo anche il nuovo primato nazionale.
Ai Giochi panafricani di Rabat 2019 ha vinto la medaglia d'oro nei 50 metri farfalla, precedendo il connazionale Ali Khalafalla ed il sudafricano Ryan Coetzee, e quella d'argento nella staffetta 4x100 metri stile libero, con i compagni Marwan Elkamash, Ali Khalafalla e Mohamed Samy.
Partecipa inoltre ai campionati mondiali del 2019, nuotando i 50m farfalla.
Nel 2022 dichiara di aver tentato il suicidio e partecipa ad una campagna di sensibilizzazione sul tema della salute mentale per il college americano per cui nuota.
Attualmente studia e nuota negli USA.

## Palmarès
- Giochi panafricani

Rabat 2019: oro nei 50m farfalla; argento nella 4x100 m stile libero;
- Giochi del Mediterraneo

Tarragona 2018: argento nei 50m farfalla.